# Cody Hall
Cody Taylor Hall (nascido em 31 de maio de 1991) é um lutador profissional estaduniense. Ele está sob contrato com a New Japan Pro Wrestling (NJPW), onde ele está treinando em seu dojo wrestling. Hall é um wrestler da segunda geração, pois ele é filho do WWE Hall of Famer Scott Hall.

## Vida pessoal
Hall é filho de Scott Hall e Dana Lee Burgio e nasceu em 1991, e tem uma irmã, Cassidy que nasceu em 27 de março de 1995. Ele considera os lutadores profissionais Kevin Nash e Sean Waltman como tios, devido a ser amigos íntimos de seu pai.

## Carreira profissional

### Treino (2010-2012)
Cody começou a treinar como um lutador profissional como ele queria seguir os passos de seu pai e começou a treinar com seu pai e Chasyn Rance.

### Circuito independente (2012-presente)
A primeira luta de Hall foi feita em 14 de Julho de 2012 no Belleview Pro Wrestling, derrotando Josh Hess. No ano seguinte, Hall trabalhou em várias promoções, geralmente em tag teams com Kevin Nash e Sean Waltman, ambos amigos de Scott Hall. Em 15 de novembro de 2014, no Superstars of Wrestling 2, Hall ganhou os Superstars of Wrestling Championship depois de derrotar Tim Zbyszko em uma ladder match (luta de escadas). Em 2014 Hall ganhou o Georgia Heavyweight Championship no Southern Fried Championship Wrestling.

### New Japan Pro Wrestling (2015-presente)

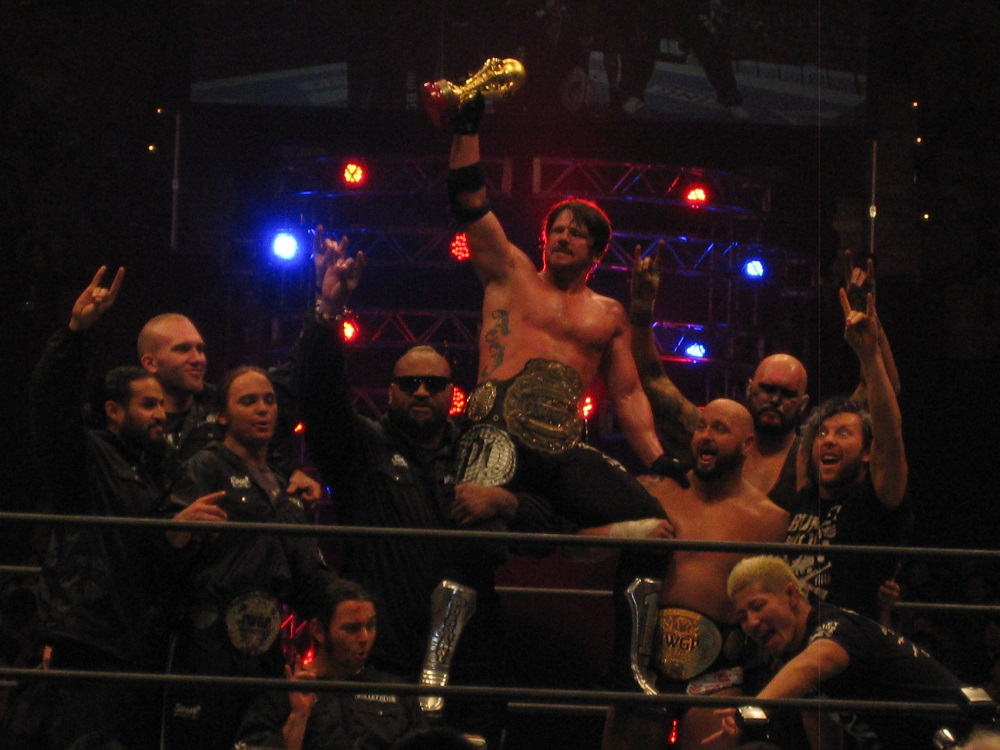
Hall como membro do Bullet Club em fevereiro de 2015

Em janeiro de 2015, Hall começou a treinar no dojo da New Japan Pro Wrestling. No dia 5 de janeiro no New Year Dash!!, Hall estreou como um aprendiz no grupo Bullet Club. Hall fez sua estréia no ring da NJPW em 2 de fevereiro, em parceria com os companheiros de grupo Doc Gallows, Karl Anderson, Kenny Omega e Yujiro Takahashi em uma tag team match de dez homens no evento principal, onde foram derrotados por Captain New Japan, Hirooki Goto, Katsuyori Shibata, Ryusuke Taguchi e Hiroshi Tanahashi, na qual ele foi derrotado para a vitória. Como é o caso com o "Young Lions" ou estreantes no Japão, Hall iria perder muitos de seus primeiros combates na New Japan muitas vezes sendo derrotado em lutas multi-tag, mas obteve a sua primeira vitória em 02 de abril no Wrestling Hi no Kuni em um combate de tag team, onde ele e Yujiro Takahashi derrotaram Captain New Japan e Satoshi Kojima.

## No wrestling
- Movimentos de finalização
  - Razor's Edge (Crucifix powerbomb)[1] – adotado de seu pai

- Movimentos secundários
  - Abdominal stretch[1]

## Títulos e prêmios
- Southern Fried Championship Wrestling
  - Georgia Heavyweight Champion  (1 vez)
- Superstars of Wrestling
  - SOW Championship  (1 vez, atual)